# Абсолютно таємно (Доктор Хаус)
«Абсолютно таємно» (англ. Top Secret)  — шістнадцята серія третього сезону американського телесеріалу «Доктор Хаус». Прем'єра епізоду проходила на каналі FOX 27 березня 2007. Доктор Хаус і його команда має врятувати морського піхотинця з синдромом війни в затоці.

## Сюжет
Хаусу сниться, що він морський піхотинець і знаходиться у гарячій точці в Іраку. Його пробуджує Кадді і ознайомлює з новою справою. На фото пацієнта він впізнає чоловіка зі сну. Піхотинець Джон Келлі вважає, що у нього синдром війни в Перській затоці, проте вчені довели, що такого синдрому не існує. Хаус дає розпорядження команді зробити повний огляд тіла, а також зробити тести на ВІЛ, менінгіт і малярію. Огляд показав лише болі в суглобах, тому Хаус наказує зробити полісонограму, щоб, можливо, виявити апноє. Під час процедури Кемерон і Чейз вирішують усамітнитись в кімнаті, а Форман помічає, що у Джона бактеріальний вагіноз на язиці. Команда виключає всі ендокринні захворювання. Єдиний варіант — рак привушної залози. Вілсон робить біопсію слинних залоз, але нічого не знаходить.
Згодом Джон втрачає слух і Вілсон знаходить в його голові щонайменше шість пухлин. Але тиждень тому на знімку, який робили у воєнному тоборі, пухлин не було. Чейз робить аналіз сечі на наявність урану (тільки радіація могла спричинити ріст пухлин за такий короткий термін), а Форман і Вілсон виявляють, що пухлини зникли, а згодом у пацієнта відбувається параліч ніг. Чейз повідомляє команду і Хауса та Вілсона, що у сечі виявлено уран. Проте зараз Хаус не вважає, що причиною всього був уран. Він наказує вводити пацієнту антибіотики і перевіряти його слух та параліч. Хаус йде додому через камені в нирках, а команда вирішує лікувати Джона від передозування урану.
Невдовзі параліч починає підійматися. Після дивного сну Хаус здогадується про справжню хворобу Джона. Разом з командою він оглядає ніс пацієнта і бачить, що там немає волосся і повно шрамів від катетерів. Дід Джона мав часті кровотечі з носа, тобто у Джона спадкова гемороїдальна телеангіоектазія. Чоловіку роблять операцію і видаляють шунти, які забруднювали кров. В кінці серії Хаус застає Кемерон і Чейза в прибиральні.